# Copris graueri
Copris graueri là một loài bọ cánh cứng trong họ Bọ hung (Scarabaeidae).